# Noselivka, Borzna
Noselivka (în ucraineană Носелівка) este localitatea de reședință a comunei Noselivka din raionul Borzna, regiunea Cernihiv, Ucraina.

## Demografie
Componența lingvistică a localității Noselivka
     Ucraineană (98,79%)
     Rusă (1,21%)
Conform recensământului din 2001, majoritatea populației localității Noselivka era vorbitoare de ucraineană (98,79%), existând în minoritate și vorbitori de rusă (1,21%).